# Station Opalenica Wiatraki
Station Opalenica Wiatraki is een spoorwegstation in de Poolse plaats Opalenica.